# Passeport congolais (RC)
Pour les articles homonymes, voir Passeport congolais.
Ne doit pas être confondu avec le passeport de la république démocratique du Congo
Le passeport congolais est un document de voyage international  aux ressortissants de la république du Congo, et qui peut aussi servir de preuve de la citoyenneté congolaise. L’enregistrement du passeport ce fait:  
Pour les Étudiants :  un Casier judiciaire, certificat de nationalité, Attestation d’un  Diplôme .

## Apparence physique
Le passeport congolais composé de 48 pages, est rédigé en français. La couverture du passeport est de couleur vert foncé. Au centre se trouvent les armoiries du pays. Sous les armoiries figure l'inscription « Passeport » en français. En haut figurent l'inscription « Communauté économique et monétaire de l'Afrique centrale » et le nom du pays, « République du Congo ».

### Page d'identification
- Photographie du porteur (largeur : 35 mm, taille : 45 mm ; hauteur de la tête (jusqu'au sommet des cheveux) : 34,5 mm ; distance du sommet de la photo jusqu'au sommet des cheveux : 3 mm)
- Type
- Code de l'État d'émission
- Numéro du passeport
- Nom et prénom
- Nationalité
- Date de naissance
- Sexe
- Lieu de naissance
- Date de délivrance
- Date d'expiration
- Signature du porteur
- Autorité émettrice

### Langues
Le passeport est intégralement rédigé en français, langue officielle du pays.
Une page au début du livret contient une traduction des éléments de la page d'information en anglais, espagnol, arabe et portugais.

## Liste des pays sans visa ou visa à l'arrivée
Au 1er janvier 2017, les citoyens de la République du Congo avaient un accès sans visa ou avec visa à l'arrivée à 43 pays et territoires, ce qui classe le passeport de la République du Congo au 92e rang en termes de liberté de voyage (à égalité avec les passeports jordaniens et libériens) selon l'indice Henley des restrictions de visa.
Pays dans lesquels le passeport de la République du Congo permet l'entrée:
- Bangladesh (Visa à l'arrivée)
- Bénin
- Bolivie (visa à l'arrivée)
- Cambodge (visa à l'arrivée)
- Cameroun
- Cap-Vert
- République Centrafricaine
- République Démocratique du Congo
- Comores (visa à l'arrivée)
- Côte d'ivoire
- Djibouti (eVisa)
- Dominique
- Éthiopie (visa à l'arrivée)
- Équateur
- Gabon
- Ghana (visa à l'arrivée)
- Guinée Bissau (visa à l'arrivée)
- Guinée Équatoriale
- Haïti
- Iran (visa à l'arrivée)
- Kenya
- Kirghizstan (eVisa)
- Lesotho (eVisa)
- Madagascar (visa à l'arrivée)
- Malawi (visa à l'arrivée)
- Maldives (visa gratuit à l'arrivée)

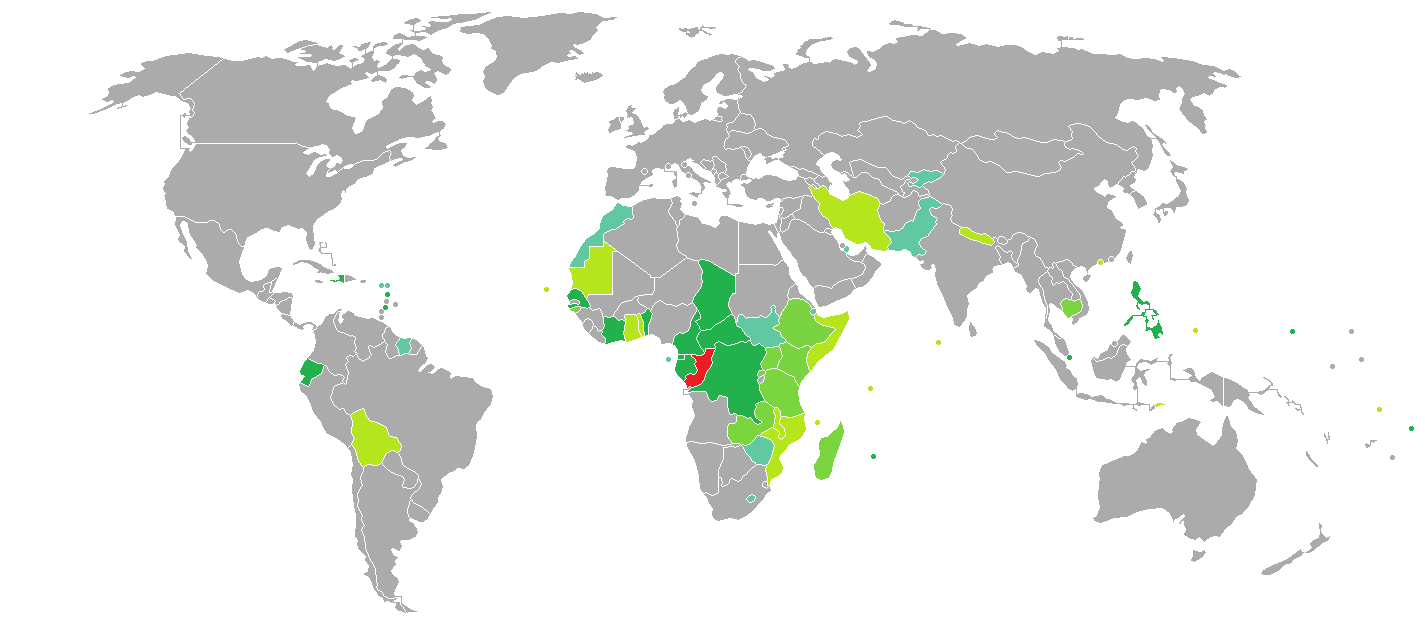
République du Congo
Visa non nécessaire
Visa à l'arrivée
Système de visa électronique
Visa électronique ou à l'arrivée
Visa requis avant l'arrivée
Interdiction de voyager

- Mauritanie (visa à l'arrivée)
- Maurice
- Micronésie
- Maroc (Autorisation d'entrée en ligne)
- Mozambique (visa à l'arrivée)
- Myanmar (eVisa)
- Népal (visa à l'arrivée)
- Ouganda (visa à l'arrivée)
- Pakistan (visa en ligne)
- Palaos (visa à l'arrivée)
- Philippines
- Qatar (eVisa)
- Rwanda (visa à l'arrivée)
- Saint Vincent & les Grenadines
- Samoa
- Sao Tomé & Principe (eVisa)
- Sénégal
- Seychelles
- Singapour
- Somalie (visa à l'arrivée)
- Soudan du sud (eVisa)
- Suriname (eVisa)
- Tanzanie (visa à l'arrivée)
- Tchad
- Timor-Leste (visa à l'arrivée)
- Togo (visa à l'arrivée)
- Tuvalu (visa à l'arrivée)
- Zambie (visa à l'arrivée)
- Zimbabwe (eVisa)

- République du Congo
- Visa non nécessaire
- Visa à l'arrivée
- Système de visa électronique
- Visa électronique ou à l'arrivée
- Visa requis avant l'arrivée
- Interdiction de voyager